# Clothilde a Franței
Marie Adélaïde Clotilde Xavière a Franței  (23 septembrie 1759 – 7 martie 1802) a fost prințesă franceză care a devenit regină a Sardiniei în 1796. A fost sora mai mică a regelui Ludovic al XVI-lea al Franței și soția regelui Charles Emmanuel al IV-lea al Sardiniei.

## Prințesă a Franței
Născută la Versailles, Marie Clotilde a fost fiica cea mare a Delfinului Franței, Ludovic (singurul fiu al regelui Ludovic al XV-lea al Franței) și a soției lui, Prințesa Marie-Josèphe de Saxonia. Ca nepoată a unui rege francez a fost Petite-Fille de France. După decesul bunicului ei în 1774, fratele ei mai mare, Louis Auguste, a devenit regele Ludovic al XVI-lea al Franței.
Din cauza excesului de greutate, Marie Clotilde a fost poreclită Gros-Madame în tinerețea ei. Ea și sora ei mai mică Élisabeth au fost crescute de Madame de Marsan după decesul tatălui lor în 1765 și a mamei lor în 1767. Pentru că s-a căsătorit și a părăsit Franța la scurt timp după ce Ludovic al XVI-lea a devenit rege, Marie Clotilde nu a avut timp suficient pentru a forma o relație strânsă cu cumnata ei, regina Maria Antoaneta. 
Marie Clothilde a fost descrisă ca fiind pasivă și apatică, lucru care a dat percepția de insensibilitate, dar ea a fost, totuși, foarte apropiată de sora ei.

## Prințesă de Piemont
La 27 august 1775, Marie Clotilde s-a căsătorit la Versailles prin procură cu Charles Emmanuel al IV-lea al Sardiniei, fiul cel mare al regelui Victor Amadeus al III-lea al Sardiniei și al reginei Maria Antonia Ferdinanda a Spaniei. Marie Clotilde a călătorit spre Torino întâlnindu-și soțul în drum, la Pont-de-Beauvoisin și în cele din urmă socrul și restul curții la Chambéry. 
Ea a fost însoțită de fratele ei Contele de Provence. Nunta oficială a avut loc la Torino.